# Kazuki Sorimachi
Kazuki Sorimachi (japanisch 反町 一輝 Sorimachi Kazuki; * 11. August 1987 in der Präfektur Gunma) ist ein ehemaliger japanischer Fußballspieler.

## Karriere
Sorimachi erlernte das Fußballspielen in der Schulmannschaft der Maebashi Ikuei High School und der Universitätsmannschaft der Waseda-Universität. Seinen ersten Vertrag unterschrieb er 2005 bei Thespa Kusatsu. Der Verein spielte in der zweithöchsten Liga des Landes, der J2 League. Für den Verein absolvierte er vier Erstligaspiele. 2008 kehrte er zu Thespa Kusatsu zurück.